# 水牛城市政廳
水牛城市政廳（英語：Buffalo City Hall）是美國紐約州水牛城的市政廳，位於尼亞加拉廣場60號。這座裝飾風藝術建築建成於1931年。
依照不同的計算標準，其高度為378英尺（115）或398英尺（121），是美國最高的市政建築之一，也是紐約州西部最高建築之一。其設計者是約翰·韋德，其壁緣是由阿爾伯特·斯圖爾特和雷內·保羅·尚博朗雕刻出來的。
1999年1月15日，水牛城市政廳被錄入《美國國家史蹟名錄》。

## 歷史

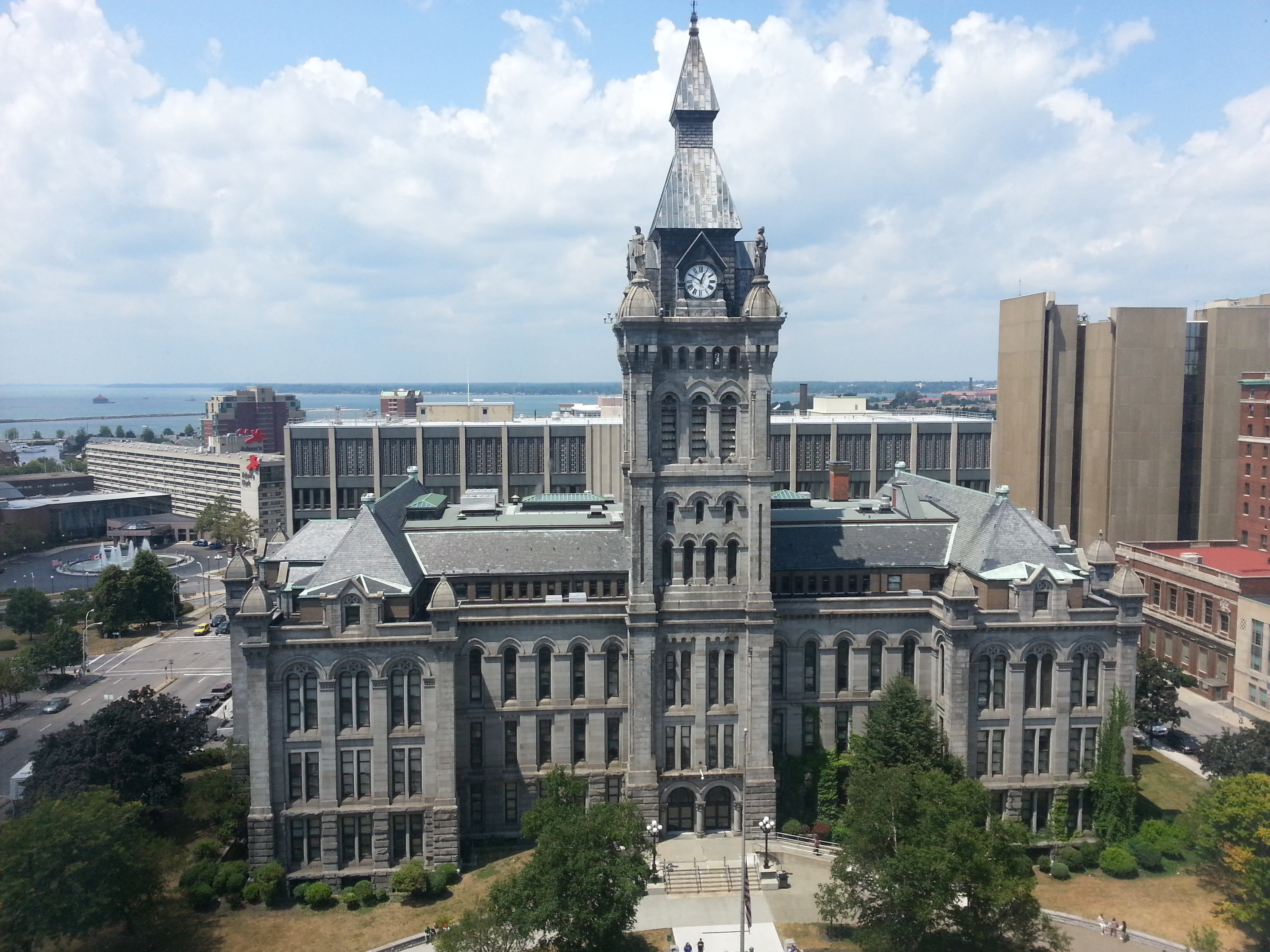
1875年建成的縣市政廳

1851年，水牛城市政府買入教堂街和富蘭克林街交界西北角的土地興建辦公室供市長和政府部門使用。舊市政廳是由安德鲁·杰克逊·华纳所設計，名為縣市政廳的大型花岗岩建築物，於1871年至1875年間興建。縣市政廳樓高三層，以及一座七層的大型鐘樓，曾經是水牛城政府和伊利縣政府的所在地。
1920年，水牛城市議會基於水牛城的人口在縣市政廳建成之後翻了两番，決定興建一座新的政府大樓。作為約瑟夫·埃利科特1804年規劃的一部份，尼亞加拉廣場被徵用作新政府大樓的用地。這個位置位處伊利湖濱，可看見加拿大沿岸和水牛城全景。1929年9月16日，市政廳開始興建，並在1931年11月10日建成，於1932年7月1日開幕，以慶祝建城一百周年。
在新市政廳建成之後，水牛城市政府搬遷至新大樓，而舊縣市政廳則成為伊利縣法院及水牛城檔案館的所在地。1976年，原縣市政廳被列入《美國國家史蹟名錄》。

## 建築特色
水牛城市政廳由约翰·W·考珀公司負責建築工程，該公司亦負責同樣位處尼亞加拉廣場的斯塔特勒酒店和水牛城運動俱樂部的建設工程。最初為建築這座這座市政廳共花掉了6,851,546.85美元（2025年的1.25億美元），曾是美國歷史上花費最大的市政廳。
水牛城市政廳建成時，是水牛城最高的大廈，直至1970年一號塞內卡大廈建成為止。市政廳樓高32層，其中26層用作辦公室用途。水牛城市政廳總樓面面積為566,313平方英尺（52,612.2平方），佔地面積71,700平方英尺（6,660平方）。從1樓至25樓一共有1,520道窗戶，全部均向大廈內打開，將全部窗戶清潔需時約10天。該大廈設有12部升降機，其中8部最高只可前往13樓，其餘4部則可前往25樓。柯蒂斯電梯公司負責首批升降機的裝修工程，而其餘升降機的則由奧的斯電梯公司供應。
2006年夏天，水牛城市政廳對13樓以上的樓層進行裝修，並更換這些樓層的泛光燈。三年後，市政廳的南翼亦進行裝修，裝修在2009年完成。